# الرابطة الدولية للمياه المعبأة
الرابطة الدوليّة للمياه المُعبَأة (بالإنجليزية: International Bottled Water Association)‏ (مُختَصر: IBWA)، هي اتحاد تجاري مُخصص لشركات صناعة المياه المعبأة.
تروج هذهِ الشركة للمياه المعبأة من خلال أحداث مثل الأسبوع الوطني للتأهب للأعاصير [الإنجليزية]. وتحارب محاولات حظر المياه المعبأة [الإنجليزية] أو فرض ضرائب عليها وتنشط في مجالات تشريعية وتنظيمية أخرى،   بما في ذلك صياغة أنظمة المياه المعبأة التي اعتمدتها بعض حكومات الولايات (في الولايات المتحدة).

## جَدَل وانتقادات
منذ عام 2011، أنهت 23 من المتنزهات الوطنية الأمريكية بيع منتجات المياه المعبأة في محاولة لتصبح مستدامة بيئيًا. بعد عدة أشهر من الضغط مِن قِبَل إدارة ترامب في عام 2017، نجحت المُنظمة في إنهاء هذا التوقف عن المبيعات والسماح مرة أخرى بإنتاج نفايات المياه المعبأة في زجاجات داخل جميع الحدائق الوطنية. 

## رَوابط خَارجيَّة
- موقع رَسمي